# Channa Ediri Bandanage
Channa Ediri Bandanage (Galle, Sri Lanka, 22 de septiembre de 1978) es un exfutbolista de Sri Lanka que jugaba en la posición de delantero. Desde su retiro en 2019 es Sepulturero.

## Carrera

### Club
| Periodo   | Club                   |
| --------- | ---------------------- |
| 2001      | Hurriyya SC            |
| 2001–2002 | Pettah United          |
| 2002–2003 | Dempo SC               |
| 2003–2005 | Pettah United          |
| 2005      | Victory SC             |
| 2005–2006 | Ratnam SC              |
| 2006      | Negombo Youth SC       |
| 2006      | Victory SC             |
| 2006–2007 | Negombo Youth SC       |
| 2007–2009 | Ratnam SC              |
| 2009–2010 | Maziya S&RC            |
| 2011      | Club All Youth Linkage |
| 2012      | BG Sports Club         |
| 2012      | Ratnam SC              |
| 2013      | Victory SC             |
| 2015–2016 | Blue Star SC           |
| 2016–2017 | Colombo FC             |
| 2017–2018 | Super Sun SC           |
| 2018–2019 | Blue Star SC           |

### Selección nacional
Jugó para Sri Lanka de 1999 a 2014 con la que anotó 18 goles en 64 partidos, siendo el jugador con más partidos con la selección nacional.

## Logros

### Club
Ratnam Sports Club
- Premier League (2): 2007–08, 2011–12

BG Sports Club
- Second Division: 2012